# Pierre Charles Baquoy

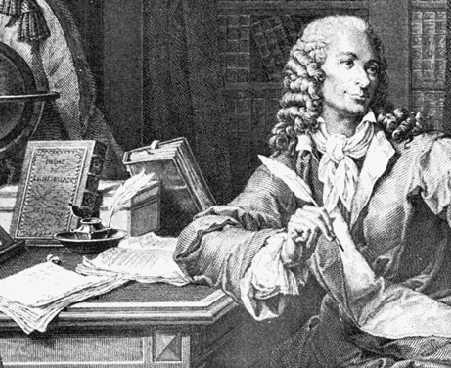
Voltaire i Fredrik den stores residens i Potsdam; del av ett kopparstick av Baquoy efter en målning av N. A. Monsiau.

Pierre Charles Baquoy, född 27 juli 1759 i Paris, död 4 februari 1829 i Paris, var en fransk konstnär och gravör, känd för sina skildringar av berömda historiska figurer.
I sin tid betraktades han som en mycket skicklig gravör och var bland annat professor i teckning och anställd i Kungliga museet. Han var en illustratör för Voltaires och Rousseaus verk. Han gjorde också illustrationer för modetidningar såsom "Journal des Dames et des Modes" och "La Mesangere". Hans illustrationer i modetidningar är oumbärliga för att utforska modetrenderna i det dåtida franska samhället.